# Giuseppe Firrao
Giuseppe Firrao, italijanski rimskokatoliški duhovnik, škof in kardinal, * 20. julij 1736, Fagnano, † 24. januar 1830.

## Življenjepis
25. februarja 1782 je bil imenovan za naslovnega nadškofa palestinske Petre. 16. marca je prejel duhovniško in 31. marca 1782 še škofovsko posvečenje.
8. aprila 1782 je bil imenovan za apostolskega nuncija v Italiji in leta 1801 za tajnika Kongregacije za škofe.
23. februarja 1801 je bil povzdignjen v kardinala in imenovan za kardinal-duhovnika S. Eusebio.